# 小舌化
小舌化是辅音或元音的次要调音，通过在调音时使舌后约束至悬雍垂和咽上部来实现。

## IPA符号
国际音标中，小舌化可用⟨ʶ⟩表示(上标浊小舌近音(翻转小型大写R))，如[tʶ]([t]的小舌化)。这在音质符号标准中有详细说明。

## 见于
小舌化辅音与咽音往往没有对立，一般写作咽化音。
阿拉伯语和几种其他闪米特语族、柏柏尔语族语言中，小舌化是所谓“强化”舌叶音的唯一特征。
标准阿拉伯语小舌化辅音有/sʶ/、/dʶ/、/tʶ/、/ðʶ/、/lʶ/。方言中还有/zʶ/、/rʶ/。其他辅音和元音也可能在语音上实现为小舌化音。
格陵兰语中，长元音在小舌音前小舌化，诺森布里亚英语使用者的“诺森布里亚颤音”有实现为同时小舌化、元音后移带R音的。